# 清山滋崇
清山 滋崇（きよやま しげたか、1947年8月18日 - ）は、日本の男性アニメーター。東京都世田谷区三宿出身。

## 人物
東京工業高校（現：日本工業大学駒場高等学校）建築科卒業後、1966年にハテナプロダクションに入社し、東映アニメーションの作品の動画を担当する。同年、『魔法使いサリー』で原画デビュー。その後は落合プロ、スタジオルック、マジックバス、スタジオアトンを経て、1985年に3人で「グラスキャット」（トランスルーセントグラスキャットフィッシュに因み、ネーミングは清山の息子が発案）を設立した。この間、タツノコプロ、虫プロダクション、サンライズなどの作品に参加する。その後はフリーとして独立した。

## 参加作品

### キャラクターデザイン
- キャプテン（1980年 - 1983年、エイケン）
- 機甲艦隊ダイラガーXV（1982年 - 1983年、東映動画）
- アンドロメダストーリーズ（1982年、東映動画）
- 悪魔島のプリンス三つ目がとおる（1985年、手塚プロダクション)

### 作画監督
- ろぼっ子ビートン（1976年 - 1977年、日本サンライズ）
- 新巨人の星（1977年 - 1978年、東京ムービー）
- 新・エースをねらえ!（1978年 - 1979年、東京ムービー）
- 未来少年コナン（1978年、日本アニメーション）
- ベルサイユのばら（1979年 - 1980年、東京ムービー）
- 海底超特急 マリンエクスプレス（1979年、手塚プロダクション）
- 燃えろアーサー 白馬の王子（1980年、東映動画）
- がんばれ元気（1980年 - 1981年、東映動画）
- じゃりン子チエ（1981年 - 1983年、東京ムービー）
- キン肉マン（1983年 - 1986年、東映動画）
- パーマン（1983年 - 1985年、東京ムービー）
- ゲゲゲの鬼太郎（1985年 - 1988年、東映動画）
- 美味しんぼ（1988年 - 1992年、シンエイ動画）
- キテレツ大百科（1988年 - 1996年、スタジオぎゃろっぷ）
- 銀河英雄伝説OVA第1期（1988年 - 1989年、キティフィルム）
- DRAGON QUEST -ダイの大冒険-（1991年 - 1992年、東映動画）
- SLAM DUNK（1993年 - 1996年、東映動画）
- ジーンダイバー（1994年 - 1995年、スタジオジュニオ）
- 美少女戦士セーラームーンSuperS（1995年、東映動画）
- 美少女戦士セーラームーンセーラースターズ（1996年 - 1997年、東映動画）
- キューティーハニーF（1997年 - 1998年、東映アニメーション）
- サイレントメビウス（1998年、RADIX）
- ひみつのアッコちゃん第3作（1998年 - 1999年、東映アニメーション）
- デジモンアドベンチャー（1999年 - 2000年、東映アニメーション)
- デジモンテイマーズ（2001年 - 2002年、東映アニメーション）
- デジモンフロンティア（2002年 - 2003年、東映アニメーション）
- デジモンセイバーズ（2006年 - 2007年、東映アニメーション）
- 金色のガッシュベル!!（2003年 - 2006年、東映アニメーション）
- D.Gray-man（2006年 - 2008年、トムス・エンタテインメント）
- 魔法少女リリカルなのはStrikerS（2007年、セブン・アークス）
- ゲゲゲの鬼太郎（2007年 - 2009年、東映アニメーション）
- たまごっち！（2009年 - 2012年、OLM）
- 宇宙兄弟（2012年 - 2014年、A-1 Pictures)
- マジンボーン（2014年 - 2015年、東映アニメーション）
- トライブクルクル（2014年 - 2015年、サンライズ）
- ブレイブビーツ（2015年 - 2016年）
- ばくおん!!（2016年、トムス・エンタテインメント）[2]
- ゲゲゲの鬼太郎（2018年、東映アニメーション）
- 無限の住人-IMMORTAL-（2019年、ライデンフィルム）
- デジモンアドベンチャー:（2020年、東映アニメーション）
- 佐々木と宮野（2022年、スタジオディーン）

### 原画
- 佐武と市捕物控（1968年 - 1969年、東映動画）
- 魔法使いサリー（1966年 - 1968年、東映動画）
- アタックNo.1（1969年 - 1971年、東京ムービー）
- ゲゲゲの鬼太郎 第1期（1968年 - 1969年、東映動画）
- ゲゲゲの鬼太郎 第2期（1971年 - 1972年、東映動画）
- あしたのジョー（1970年 - 1971年、虫プロダクション）
- デビルマン（1972年 - 1973年、東映動画）
- けろっこデメタン（1973年、タツノコプロ）
- 新造人間キャシャーン（1973年 - 1974年、タツノコプロ）
- ラ・セーヌの星（1975年、創映社）
- 100万年地球の旅 バンダーブック（1978年、手塚プロダクション）
- 風と木の詩 SANCTUS -聖なるかな-OVA（1987年、コナミ工業）
- いのち輝く灯（1999年、JCF）
- キ・ファイターテラン（2001年 - 2002年、プロダクション・グリミ）
- おそ松さん（2015年、studioぴえろ）
- 弱虫ペダル（2013年 - 、トムス・エンタテインメント）
- ONE PIECE FILM GOLD（2016年、東映アニメーション）
- プリキュアオールスターズ みんなで歌う♪奇跡の魔法!（2016年、東映アニメーション）
- プリキュアドリームスターズ!（2017年、東映アニメーション）
- マジンガーZ INFINITY（2018年、東映アニメーション）
- それいけ!アンパンマン かがやけ!クルンといのちの星（2018年、トムス・エンタテインメント）
- それいけ!アンパンマン（2019年、トムス・エンタテインメント）
- 半妖の夜叉姫（2021年、サンライズ）
- ルパン三世 PART6（2022年、トムス・エンタテインメント）
- おしりたんてい（2024年、東映アニメーション）